# Final Girl (film)
Final Girl è un film del 2015 diretto da Tyler Shields.

## Trama
La piccola Veronica, che ha appena perso i genitori in un incidente, viene accudita ed addestrata da William, un uomo dal passato misterioso che ha visto in lei un'ottima capacità intellettiva.
Gli anni passano e William continua il suo addestramento con Veronica, la quale, ormai grande, inizia a provare sentimenti per l'uomo che l'ha cresciuta. 
Nel frattempo un gruppo di giovani, guidati dall'aitante Chris, si reca settimanalmente ad un drive-in per adescare giovani ragazze (bionde) e liberarle in un bosco per dar loro la caccia per divertimento.
L'addestramento di Veronica termina e l'obiettivo è chiaro: uccidere gli assassini di tutte quelle ragazze.
Recatasi al drive-in, Veronica incontra Chris che, come da copione, la invita ad uscire con lui.
Lei accetta e, vestita di rosso e con tacchi alti, esce con Chris il sabato successivo, trovando però con lui anche i suoi amici (rigorosamente in smoking).
I ragazzi la portano nel bosco per poi proporle di giocare ad obbligo o verità, mentre Veronica offre loro degli alcolici che ha portato (segretamente contenenti un allucinogeno in grado di far vedere le più profonde paure).
Il gioco procede, finché l'obbligo pescato nella sacchetta dei ragazzi cita la parola "die".
A questo punto Veronica, fingendosi impaurita, viene costretta a correre nel bosco per non farsi prendere, in caso contrario sarebbe stata uccisa. L'effetto dell'allucinogeno, però, inizia a farsi sentire. Ogni ragazzo visualizza nella testa le più profonde paure fino a confondere la realtà ed a scontrarsi con Veronica, la quale uccide tutti uno dopo l'altro.
L'ultimo da assassinare è proprio Chris, il quale riconosce il talento della ragazza e le propone di allearsi con lui, ma lei rifiuta.
Durante l'ultimo scontro, Veronica riesce a soffocare Chris, il quale si risveglia con un cappio al collo ed in equilibrio su un tronco tagliato. In quel momento egli inizia a vedere i fantasmi delle ragazze che ha ucciso che vengono verso di lui, provocando quindi la perdita della stabilità sul tronco e la sua stessa impiccagione.
La missione è conclusa. William raggiunge Veronica e si congratula con lei, per poi recarsi insieme al drive-in per gustare dei pan-cake e festeggiare la vittoria.